# C. J. Cherryh
Carolyn Janice Cherry, auch mal Caroline Janice Cherry (* 1. September 1942 in St. Louis; bekannt unter ihrem Autorennamen C. J. Cherryh), ist eine amerikanische Schriftstellerin.

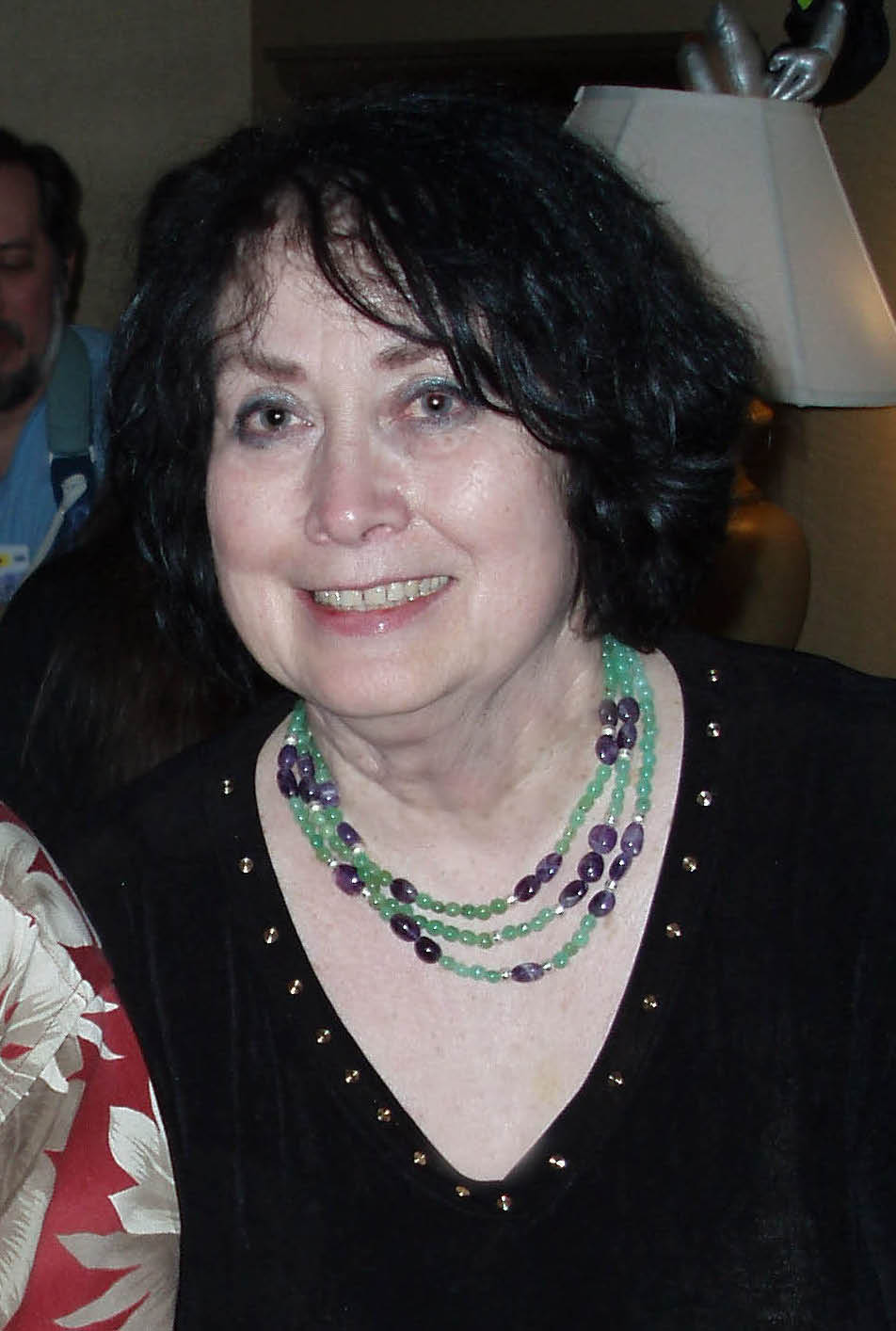
C. J. Cherryh am 14. April 2006 in Seattle

Sie hat seit Mitte der 1970er Jahre mehr als 50 Science-Fiction- und Fantasy-Romane sowie diverse Erzählungen geschrieben, einschließlich der Hugo-Award-Gewinner Kassandra (1979), Pells Stern (1982) und Cyteen (1989). Sie lebt im Staat Washington.

## Schreibstil
Cherryh beschreibt ihren typischen Schreibstil als „sehr eingeschränkte Erzählung in der dritten Person“. In diesem Stil wird die Geschichte aus der Perspektive der momentanen Figur erzählt – und es wird nur erzählt, was dieser Figur auffällt oder woran sie denkt. Wenn beispielsweise ein Raumschiffkapitän an einer Raumstation ankommt, wird die Erzählung nichts darüber erwähnen, wie die Station aussieht oder wie sie funktioniert, auch wenn es den Leser interessieren würde, denn diese Details sind dem Kapitän bereits so gut bekannt, dass er sie nicht bemerkt oder er nicht darüber nachdenkt.
Dieser Schreibstil ist manchmal wie das direkte Lesen der Gedanken der betrachteten Figur. Der Stil ähnelt dann stark dem Schreiben im Bewusstseinsstrom-Stil.
Wie aus der Werkliste hervorgeht, schreibt Cherryh überwiegend Zyklen, wobei jedes Buch eines Zyklus auch für sich allein gelesen Sinn hat und eine abgeschlossene Handlung aufweist. Kennzeichnend für Cherryhs Romane sind komplexe, ineinander verschachtelte Handlungsstränge, mit denen sie das Genre der Space Opera in den 1980er Jahren neu belebt hat.

## Bibliografie
Die Serien sind nach dem Erscheinungsjahr des ersten Teils geordnet.

### Alliance-Union-Zyklus
Romane
- Serpent’s Reach (1980)
  - Deutsch: Der Biß der Schlange. Übersetzt von Thomas Schlück. Heyne SF&F #4081, 1984, ISBN 3-453-31044-6.
- Wave Without A Shore (1981)
- The Scapegoat (1985, in: Elizabeth Mitchell (Hrsg.): Alien Stars)
  - Deutsch: Der Sündenbock. Übersetzt von Irene Holicki. In: Wolfgang Jeschke (Hrsg.): Heyne Science Fiction Jahresband zum Jubiläumsjahr 1988. Heyne SF&F #4477, 1988, ISBN 3-453-01007-8.

Sammelausgaben
- Alternate Realities: Port Eternity/Voyager in Night/Wave Without a Shore (2000)
- The Deep Beyond (Sammelausgabe von Serpent’s Reach und Cuckoo’s Egg; 2005)
- Alliance Space (Sammelausgabe von Merchante’s Luck und Forty Thousand in Gehenna; 2008)

Hanan Rebellion
- 1 Brothers of Earth (1976)
  - Deutsch: Brüder der Erde. Übersetzt von Hans Maeter. Heyne SF&F #3648, 1979, ISBN 3-453-30561-2.
- 2 Hunter of Worlds (1977)
  - Deutsch: Weltenjäger. Übersetzt von Irene Holicki. Heyne SF&F #3772, 1980, ISBN 3-453-30673-2.
- At the Edge of Space (Sammelausgabe von 1 und 2; 2003, Sammelausgabe)

The Faded Sun / Zyklus der sterbenden Sonne – Duncan-Trilogie
- 1 The Faded Sun: Kesrith (4 Teile in: Galaxy, February 1978  ff.)
  - Deutsch: Kesrith – die sterbende Sonne. Übersetzt von Thomas Schichtel. Heyne SF&F #3857, 1982, ISBN 3-453-30787-9.
- 2 The Faded Sun: Shon’jir (1978)
  - Deutsch: Shon’jir – die sterbende Sonne. Übersetzt von Thomas Schichtel. Heyne SF&F #3936, 1982, ISBN 3-453-30862-X.
- 3 Kutath (1979)
  - Deutsch: Kutath – die sterbende Sonne. Übersetzt von Thomas Schichtel. Heyne SF&F #3948, 1984, ISBN 3-453-30878-6.
- The Faded Sun Trilogy (Sammelausgabe von 1–3; 1987)
  - Deutsch: Die sterbenden Sonnen : Drei Romane in einem Band. Übersetzt von Thomas Schichtel. Heyne SF&F #4763, München 1994, ISBN 3-453-04476-2.

Chanur
- 1 The Pride of Chanur (1981)
  - Deutsch: Das Schiff der Chanur. Übersetzt von Thomas Schichtel. Heyne SF&F #4039, 1984, ISBN 3-453-30981-2.
- 2 Chanur’s Venture (1984)
  - Deutsch: Das Unternehmen der Chanur. Übersetzt von Thomas Schichtel. Heyne SF&F #4264, 1986, ISBN 3-453-31243-0.
- 3 The Kif Strike Back (1985)
  - Deutsch: Die Kif schlagen zurück. Übersetzt von Thomas Schichtel. Heyne SF&F #4401, 1990, ISBN 3-453-00405-1.
- 4 Chanur’s Homecoming (1986)
  - Deutsch: Die Heimkehr der Chanur. Übersetzt von Thomas Schichtel. Heyne SF&F #4402, 1989, ISBN 3-453-00406-X.
- 5 Chanur’s Legacy (1992)
  - Deutsch: Chanurs Legat. Übersetzt von Rosemarie Hundertmarck. Heyne SF&F #5126, 1994, ISBN 3-453-07743-1.
- The Chanur Saga (Sammelausgabe von 1–3; 2000)
- Chanur’s Endgame (Sammelausgabe von 4 und 5; 2007)

Age of Exploration / Zeit der Erforschung
- Port Eternity (1982)
- Voyager in Night (1984)
- Cuckoo’s Egg (1985)
  - Deutsch: Das Kuckucksei. Übersetzt von Thomas Schichtel. Heyne SF&F #4496, 1988, ISBN 3-453-02750-7.

Unionside – Cyteen
- Forty Thousand in Gehenna (1983)
  - Deutsch: 40000 in Gehenna. Übersetzt von Thomas Schichtel. Heyne SF&F #4263, 1986, ISBN 3-453-31242-2.
- Cyteen (1988)
  - Deutsch: Geklont. Übersetzt von Michael K. Iwoleit. Heyne SF&F #5287, 1998, ISBN 3-453-14012-5.

Auch dreibändige Ausgabe 1989 als:
- - 1 The Betrayal
    - Deutsch: Der Verrat. Übersetzt von Michael K. Iwoleit. Heyne SF&F #4710, 1990, ISBN 3-453-04295-6.

  - 2 The Rebirth
    - Deutsch: Die Wiedergeburt. Übersetzt von Michael K. Iwoleit. Heyne SF&F #4711, 1990, ISBN 3-453-04296-4.

  - 3 The Vindication
    - Deutsch: Die Rechtfertigung. Übersetzt von Michael K. Iwoleit. Heyne SF&F #4712, 1990, ISBN 3-453-04297-2.
- Regenesis (2009)

Merovingen Nights
(bis auf Angel with the Sword handelt es sich um von Cherryh herausgegebene Anthologien)
- 1 Angel with the Sword (Roman, 1985)
  - Deutsch: Der Engel mit dem Schwert. Übersetzt von Thomas Schichtel. Heyne SF&F #4526, 1988, ISBN 3-453-02789-2.
- 2 Festival Moon (1987)
- 3 Fever Season (1987)
- 4 Troubled Waters (1988)
- 5 Smugglers Gold (1988)
- 6 Divine Right (1989)
- 7 Flood Tide (1990)
- 8 Endgame (1991)

Company Wars / Die Company-Kriege
- 1 Heavy Time (1991)
  - Deutsch: Schwerkraftzeit. Übersetzt von Rosemarie Hundertmarck. Heyne SF&F #5017, 1993, ISBN 3-453-06597-2.
- 2 Hellburner (1992)
  - Deutsch: Höllenfeuer. Übersetzt von Rosemarie Hundertmarck. Heyne SF&F #5062, 1993, ISBN 3-453-07228-6.
- 3 Downbelow Station (1981)
  - Deutsch: Pells Stern. Übersetzt von Thomas Schichtel. Heyne SF&F #4038, 1984, ISBN 3-453-30980-4.
- 4 Merchanter’s Luck (1982)
  - Deutsch: Kauffahrers Glück. Übersetzt von Thomas Schichtel. Heyne SF&F #4040, 1984, ISBN 3-453-30982-0.
- 5 Rimrunners (1989)
  - Deutsch: Yeager. Übersetzt von Rosemarie Hundertmarck. Heyne SF&F #4824, 1991, ISBN 3-453-05011-8.
- 6 Tripoint (1994)
  - Deutsch: Tripoint. Übersetzt von Christine Strüh. Heyne SF&F #6313, 2002, ISBN 3-453-18784-9.
- 7 Finity’s End (1997)
  - Deutsch: Pells Ruf. Übersetzt von Christine Strüh. Heyne SF&F #6329, 2000, ISBN 3-453-17111-X.
- Devil to the Belt (Sammelausgabe von 1 und 2; 2000, Sammelausgabe)

The Hinder Stars
- 1 Alliance Rising (2019; mit Jane S. Fancher)
- 2 Alliance Unbound (2024, mit Jane S. Fancher)

### Foreigner / Atevi-Zyklus
First Foreigner Sequence / Erste Trilogie
- 1 Foreigner (1994)
  - Deutsch: Fremdling. Übersetzt von Michael Windgassen. Heyne SF&F #5651, 1997, ISBN 3-453-11917-7.
- 2 Invader (1995)
  - Deutsch: Eroberer. Übersetzt von Michael Windgassen. Heyne SF&F #5652, 1997, ISBN 3-453-11918-5.
- 3 Inheritor (1996)
  - Deutsch: Erbe. Übersetzt von Michael Windgassen. Heyne SF&F #5653, 1999, ISBN 3-453-15638-2.

Second Foreigner Sequence / Zweite Trilogie
- 4 Precursor (1999)
- 5 Defender (2001)
- 6 Explorer (2002)

Third Foreigner Sequence / Dritte Trilogie
- 7 Destroyer (2005)
- 8 Pretender (2006)
- 9 Deliverer (2007)

Foreigner Universe – Foreigner Novels (Romane)
- 10 Conspirator (2009)
- 11 Deceiver (2010)
- 12 Betrayer (2011)
- 13 Intruder (2012)
- 14 Protector (2013)
- 15 Peacemaker (2014)
- 16 Tracker (2015)
- 17 Visitor (2016)
- 18 Convergence (2017)
- 19 Emergence (2018)
- 20 Resurgence (2020)
- 21 Divergence (2020)

### Weitere Serien und Zyklen
Morgaine-Zyklus
- 1 Gate of Ivrel (1976)
  - Deutsch: Das Tor von Ivrel. Übersetzt von Thomas Schlück. Heyne SF&F #3629, 1979, ISBN 3-453-30540-X.
- 2 Well of Shiuan (1978)
  - Deutsch: Der Quell von Shiuan. Übersetzt von Thomas Schlück. Heyne SF&F #3732, 1980, ISBN 3-453-30635-X.
- 3 Fires of Azeroth (1979, in: C. J. Cherryh: The Book of Morgaine)
  - Deutsch: Die Feuer von Azeroth. Übersetzt von Thomas Schlück. Heyne SF&F #3921, 1982, ISBN 3-453-30847-6.
- 4 Exile’s Gate (1988)
- The Book of Morgaine (Sammelausgabe von 1–3; 1979; auch: The Morgaine Saga; auch: The Chronicles of Morgaine, 1987)
- The Complete Morgaine (Sammelausgabe von 1–4; 2015)
- Gate of Ivrel / Well of Shiuan / Fires of Azeroth
  - Deutsch: Tore ins Chaos : Der Morgaine-Zyklus. Illustrationen von John Stewart. Die Karte zeichnete Erhard Ringer. Übersetzt von Thomas Schlück. Heyne SF&F #4204, München 1993, ISBN 3-453-31185-X.

Graphic Novel (mit Jane S. Fancher):
- 1 Gate of Ivrel: Claiming Rites (1987)
- 2 Gate of Ivrel: Fever Dreams (1987)

Ealdwood
- 1 The Dreamstone (1983)
  - Deutsch: Stein der Träume. Heyne SF&F #4231, 1985, ISBN 3-453-31212-0.
- 2 The Tree of Swords and Jewels (1983)
  - Deutsch: Der Baum der Schwerter und Juwelen. Übersetzt von Thomas Schichtel. Heyne SF&F #4514, 1988, ISBN 3-453-02769-8.
- Arafel’s Saga (Sammelausgabe von 1 und 2; 1983; auch: The Dreaming Tree, 1997; auch: Ealdwood, 1991)

Kurzgeschichten:
- The Dreamstone (1979, in: Jessica Amanda Salmonson (Hrsg.): Amazons!)
  - Deutsch: Der Traumstein. Übersetzt von Andrea Dorfmüller. In: Jessica Amanda Salmonson (Hrsg.): Amazonen! Bastei Lübbe Science Fiction Special #24023, 1981, ISBN 3-404-24023-5. Auch als: Der Gruagach. Übersetzt von Thomas Schichtel. In: C. J. Cherryh: Stein der Träume. Heyne SF&F #4231, 1985, ISBN 3-453-31212-0.
- Ealdwood (1981, Kurzroman)

Heroes in Hell
- 2 The Gates of Hell (1986; mit Janet Morris)
- 4 Kings in Hell (1987; mit Janet Morris)
- 6 Legions of Hell (1987)

Elfquest – Blood of Ten Chiefs (Kurzgeschichten)
- Swift-Spear (1986, in: Richard Pini, Robert Asprin und Lynn Abbey (Hrsg.): The Blood of Ten Chiefs; mit Mark C. Perry)
- The Search (1988, in: Richard Pini, Robert Asprin und Lynn Abbey (Hrsg.): Wolfsong; mit Christine DeWees)

Rusalka (Romane)
- Rusalka (1989)
- Chernevog (1990)
- Yvgenie (1991)

Sword of Knowledge (Romane)
- 1 A Dirge for Sabis (1989; mit Leslie Fish)
- 2 Wizard Spawn (1989; mit Nancy Asire)
- 3 Reap the Whirlwind (1989; mit Mercedes Lackey)
- The Sword of Knowledge (Sammelausgabe von 1–3; 1995, Sammelausgabe; mit Leslie Fish, Nancy Asire und Mercedes Lackey)

Finisterre (Romane)
- 1 Rider at the Gate (1995)
- 2 Cloud’s Rider (1996)

Fortress (Romane)
- 1 Fortress in the Eye of Time (1995)
- 2 Fortress of Eagles (1998)
- 3 Fortress of Owls (1998)
- 4 Fortress of Dragons (2000)
- 5 Fortress of Ice (2006)
- Fortress in the Eye of Time (1995, Kurzgeschichte in: A Sampler of Some of the Finest Science Fiction and Fantasy Talents Working Today)

The Gene Wars (Romane)
- 1 Hammerfall (2001)
- 2 Forge of Heaven (2004)

### Einzelromane
- Hestia (1979)
  - Deutsch: Hestia. In: Wolfgang Jeschke (Hrsg.): Heyne Science Fiction Jahresband 1982. Heyne SF&F #3870, 1982, ISBN 3-453-30756-9.
- Glass and Amber (1987)
- The Paladin (1988)
  - Deutsch: Der Paladin. Übersetzt von Norbert Stöbe. Heyne SF&F #5169, 1994, ISBN 3-453-07797-0.
- The Goblin Mirror (1992)
  - Deutsch: Der Koboldspiegel. Übersetzt von Norbert Stöbe. Heyne SF&F #5378, 1995, ISBN 3-453-09480-8.
- Faery in Shadow (1993)
- Lois & Clark (Superman-Tie-in, 1996)
  - Deutsch: Lois & Clark. Heyne Allgemeine Reihe #11517, 1997, ISBN 3-453-13081-2.
- Devil to the Belt (2000)

### Sammlungen
- Sunfall (1981)
  - Deutsch: Die letzten Städte der Erde. Übersetzt von Thomas Schichtel. Heyne SF&F #4174, 1985, ISBN 3-453-31139-6.
- Visible Light (1986)
- Glass and Amber (1987)
- The Collected Short Fiction of C. J. Cherryh (2004)

### Kurzgeschichten
1976
- The Dark King (1976)
  - Deutsch: Der dunkle König. Übersetzt von Lore Straßl und Susi Grixa. In: Lin Carter (Hrsg.): Der dunkle König. Pabel (Terra Fantasy #88), 1981.

1978
- Cassandra (in: The Magazine of Fantasy and Science Fiction, October 1978)
  - Deutsch: Kassandra. Übersetzt von Marcel Bieger. In: Wolfgang Jeschke (Hrsg.): Science Fiction Story Reader 13. Heyne SF&F #3685, 1980, ISBN 3-453-30605-8.

1979
- Hestia (1979)
  - Deutsch: Hestia. Übersetzt von Thomas Schichtel. In: Wolfgang Jeschke (Hrsg.): Heyne Science Fiction Jahresband 1982. Heyne SF&F #3870, 1982, ISBN 3-453-30756-9.
- … Homecoming … (in: Shayol, #3 Summer 1979; auch: Homecoming, 1987)

1981
- The General (1981, in: C. J. Cherryh: Sunfall; auch: The General (Peking), 2004)
  - Deutsch: Der General (Peking). Übersetzt von Thomas Schichtel. In: C. J. Cherryh: Die letzten Städte der Erde. 1985.
- The Haunted Tower (1981, in: C. J. Cherryh: Sunfall; auch: The Haunted Tower (London), 2004)
  - Deutsch: Der Spukturm (London). Übersetzt von Thomas Schichtel. In: C. J. Cherryh: Die letzten Städte der Erde. 1985.
- Highliner (1981, in: C. J. Cherryh: Sunfall; auch: Highliner (New York), 2004)
  - Deutsch: Stadt unter sterbender Sonne. In: Arthur W. Saha und Donald A. Wollheim (Hrsg.): World’s Best SF 1982. Bastei Lübbe Science Fiction Special #24036, 1982, ISBN 3-404-24036-7. Auch als: Der Highliner (New York). Übersetzt von Thomas Schichtel. In: C. J. Cherryh: Die letzten Städte der Erde. 1985.
- Ice (1981, in: C. J. Cherryh: Sunfall; auch: Ice (Moscow), 2004)
  - Deutsch: Eis (Moskau). Übersetzt von Thomas Schichtel. In: C. J. Cherryh: Die letzten Städte der Erde. 1985.
- Nightgame (1981, in: C. J. Cherryh: Sunfall; auch: Nightgame (Rome), 2004)
  - Deutsch: Nächtliche Spiele (Rom). Übersetzt von Thomas Schichtel. In: C. J. Cherryh: Die letzten Städte der Erde. 1985.
- The Only Death in the City (1981, in: C. J. Cherryh: Sunfall; auch: The Only Death in the City (Paris), 2004)
  - Deutsch: Der einzige Tod in der Stadt (Paris). Übersetzt von Thomas Schichtel. In: C. J. Cherryh: Die letzten Städte der Erde. 1985.
- Sea Change (1981, in: Terri Windling und Mark Alan Arnold (Hrsg.): Elsewhere)
- Ischade (1981, in: Robert Asprin und Lynn Abbey (Hrsg.): Shadows of Sanctuary)
  - Deutsch: Ischade. Übersetzt von Lore Straßl. In: Robert Asprin (Hrsg.): Die Rache der Wache. Bastei Lübbe Fantasy #20095, 1987, ISBN 3-404-20095-0.
- The Pride of Chanur[Anmerkung 1] (in: Science Fiction Digest, October-November 1981)
- A Thief in Korianth (1981, in: Lin Carter (Hrsg.): Demons and Daggers)
- Ealdwood (1981)
  - Deutsch: Die Sidhe. Übersetzt von Thomas Schichtel. In: C. J. Cherryh: Stein der Träume. Heyne SF&F #4231, 1985, ISBN 3-453-31212-0.

1982
- Willow (1982, in: Susan Shwartz (Hrsg.): Hecate’s Cauldron)
  - Deutsch: Weide. Übersetzt von Rosemarie Ernsting-Heinemann. In: Susan M. Shwartz (Hrsg.): Hexengeschichten. Bastei Lübbe Allgemeine Reihe #13003, 1985, ISBN 3-404-13003-0.
- Downwind (1982, in: Robert Asprin und Lynn Abbey (Hrsg.): Storm Season)
  - Deutsch: Abwind. Übersetzt von Lore Straßl. In: Robert Asprin (Hrsg.): Verrat in Freistatt. Bastei Lübbe Fantasy #20101, 1987, ISBN 3-404-20101-9.
- The Last Tower (in: Sorcerer’s Apprentice, #13 Winter 1982)

1983
- Necromant (1983, in: Robert Asprin und Lynn Abbey (Hrsg.): The Face of Chaos)
  - Deutsch: Totenbeschwörung. Übersetzt von Lore Straßl und Susi Grixa. In: Robert Asprin und Lynn Abbey (Hrsg.): Der Krieg der Diebe. Bastei Lübbe Fantasy #20107, 1988, ISBN 3-404-20107-8.

1984
- Companions (1984, in: George R. R. Martin (Hrsg.): The John W. Campbell Awards, Volume 5)
  - Deutsch: Gefährten. Übersetzt von Hendrik P. Linckens. In: Hans Joachim Alpers (Hrsg.): Kopernikus 15. Moewig Science Fiction #3790, 1988, ISBN 3-8118-3790-7.
- Witching Hour (1984, in: Robert Asprin und Lynn Abbey (Hrsg.): Wings of Omen)
  - Deutsch: Die Stunde der Hexen. Übersetzt von Lore Strassl. In: Robert Asprin und Lynn Abbey (Hrsg.): Hexennacht. Bastei Lübbe Fantasy #20113, 1988, ISBN 3-404-20113-2.

1985
- The Unshadowed Land (1985, in: Marion Zimmer Bradley (Hrsg.): Sword and Sorceress II: An Anthology of Heroic Fantasy)
  - Deutsch: Land ohne Schatten. Übersetzt von Hans J. Schütz. In: Marion Zimmer Bradley (Hrsg.): Wolfsschwester. Fischer Phantastische Bibliothek #2718, 1986, ISBN 3-596-22718-6.
- Of Law and Magic (1985, in: Susan Shwartz (Hrsg.): Moonsinger’s Friends)
- Pots (1985, in: Janet Morris (Hrsg.): Afterwar)
  - Deutsch: Scherben. Übersetzt von Edda Petri. In: Donald A. Wollheim und Arthur W. Saha (Hrsg.): World’s Best SF 5. Bastei Lübbe Science Fiction Bestseller #22092, 1986, ISBN 3-404-22092-7.
- Armies of the Night (1985, in: Robert Asprin und Lynn Abbey (Hrsg.): The Dead of Winter)
  - Deutsch: Armeen der Nacht. Übersetzt von Lore Straßl. In: Robert Asprin und Lynn Abbey (Hrsg.): Armeen der Nacht. Bastei Lübbe Fantasy #20140, 1990, ISBN 3-404-20140-X.
- Basileus (1985, in: Jack Vance (Hrsg.): Rhialto the Marvellous; mit Janet Morris)
- To Take a Thief (1985, in: Andre Norton und Robert Adams (Hrsg.): Magic in Ithkar)

1986
- The Brothers (1986, in: C. J. Cherryh: Visible Light)
- Dagger in the Mind (1986, in: Robert Asprin und Lynn Abbey (Hrsg.): Soul of the City)
  - Deutsch: Wahnsinn im Blut. Übersetzt von Lore Straßl. In: Robert Asprin und Lynn Abbey (Hrsg.): Die Säulen des Feuers. Bastei Lübbe Fantasy #20155, 1991, ISBN 3-404-20155-8.
- Death in the Meadow (1986, in: Robert Asprin und Lynn Abbey (Hrsg.): Soul of the City)
  - Deutsch: Tod in der Wiese. Übersetzt von Lore Straßl. In: Robert Asprin und Lynn Abbey (Hrsg.): Die Säulen des Feuers. Bastei Lübbe Fantasy #20155, 1991, ISBN 3-404-20155-8.
- The Prince (1986, in: Jerry Pournelle und Jim Baen (Hrsg.): Far Frontiers, Volume IV/Winter 1985)
- Threads of Time (1986, in: C. J. Cherryh: Visible Light; auch: The Threads of Time, 2004)
- The Gates of Hell (1986, in: Janet Morris (Hrsg.): Heroes in Hell; mit Janet Morris)
- Marking Time (1986, in: Janet Morris (Hrsg.) und C. J. Cherryh: Rebels in Hell)
- Monday Morning (1986, in: Janet Morris (Hrsg.) und C. J. Cherryh: Rebels in Hell)
- In the Still of the Night (1986, in: Robert Asprin und Lynn Abbey (Hrsg.): Blood Ties)
  - Deutsch: In der Stille der Nacht. Übersetzt von Lore Straßl. In: Robert Asprin und Lynn Abbey (Hrsg.): Die Herrin der Flammen. Bastei Lübbe Fantasy #20167, 1991, ISBN 3-404-20167-1.

1987
- A Gift of Prophecy (1987, in: C. J. Cherryh: Glass and Amber)
- Sharper Than a Serpent’s Tooth (1987, in: Janet Morris (Hrsg.): Crusaders in Hell)
- The Conscience of the King (1987, in: Janet Morris (Hrsg.): Angels in Hell; mit Nancy Asire)
- Pawn in Play (1987, in: Janet Morris (Hrsg.), C. J. Cherryh, David Drake und Bill Kerby: Masters in Hell)

1988
- The Best of Friends (1988, in: Robert Asprin und Lynn Abbey (Hrsg.): Uneasy Alliances)
  - Deutsch: Die besten Freunde. Übersetzt von Lore Strassl. In: Robert Asprin und Lynn Abbey (Hrsg.): Die Macht der Könige. Bastei Lübbe Fantasy #20206, 1993, ISBN 3-404-20206-6.
- Rook’s Move (1988, in: Janet Morris (Hrsg.): War in Hell)

1989
- Stormbirds (1989, in: Andre Norton (Hrsg.): Four from the Witch World)
- The Sibylline Affair (1989, in: Janet Morris (Hrsg.): Prophets in Hell)
- Seeds of Destruction (1989, in: C. J. Cherryh: Divine Right)
- Winds of Fortune (1989, in: Robert Asprin und Lynn Abbey (Hrsg.): Stealers’ Sky)
  - Deutsch: Wind des Schicksals. Übersetzt von Lore Strassl. In: Robert Asprin und Lynn Abbey (Hrsg.): Abschied von Freistatt. Bastei Lübbe Fantasy #20229, 1994, ISBN 3-404-20229-5.

1990
- Wings (1990, in: Don Sakers (Hrsg.): Carmen Miranda’s Ghost Is Haunting Space Station Three)
- A Much Briefer History of Time (1990, in: Rob Meades und David B. Wake (Hrsg.): Drabble II – Double Century)

1991
- Heavy Time (in: Amazing Stories, May 1991)
- Gwydion and the Dragon (1991, in: Lester del Rey und Rita Kessler (Hrsg.): Once Upon a Time: A Treasury of Modern Fairy Tales)
  - Deutsch: Gwydion und der Drache. Übersetzt von Marita Böhm. In: Lester Del Rey und Rita Kessler (Hrsg.): Das große Märchen-Lesebuch der Fantasy. Goldmann Fantasy #24570, 1992, ISBN 3-442-24570-2.

1992
- Mech (1992, in: Charles Ardai und Cynthia Manson (Hrsg.): Futurecrime: An Anthology of the Shape of Crime to Come)

1995
- Pot of Dreams (in: Marion Zimmer Bradley’s Fantasy, Spring 1995; mit Jane S. Fancher)
- Rider at the Gate (1995, in: C. J. Cherryh: Tripoint)

1996
- Cloud’s Rider (1996, in: C. J. Cherryh: Rider at the Gate)
- Appreciation (1996)
  - Deutsch: Würdigung. Übersetzt von Regina Winter. In: Jennifer Roberson (Hrsg.): Rückkehr nach Avalon. Goldmann, 1997, ISBN 3-442-41600-0.

2001
- Fortress of Dragons (2001, in: Stephen Baxter (Hrsg.): Vacuum Diagrams: Stories of the Xeelee Sequence)

2002
- The Sandman, the Tinman, and the BettyB (2002, in: Sheila E. Gilbert und Elizabeth R. Wollheim (Hrsg.): Science Fiction: DAW 30th Anniversary)
- Hammerfall (2002, in: C. J. Cherryh: Hammerfall)

2004
- MasKs (Venice) (2004, in: C. J. Cherryh: The Collected Short Fiction of C. J. Cherryh)
- Legacies (2004, in: Lynn Abbey (Hrsg.): Thieves’ World: Enemies of Fortune; mit Jane S. Fancher)
- Widowmaker (2004, in: Lynn Abbey (Hrsg.): Thieves’ World: Enemies of Fortune; mit Jane S. Fancher)

2009
- An Excerpt from Bren Cameron’s Notes (2009, in: C. J. Cherryh: Conspirator)

2010
- A Wizard of Wiscezan (2010, in: Jonathan Strahan und Lou Anders (Hrsg.): Swords & Dark Magic)

2011
- Out of Court Settlement (2011, in: Janet Morris und Chris Morris (Hrsg.): Lawyers in Hell)

2014
- Dancing on the Edge of the Dark (2014, in: Greg Bear und Gardner Dozois (Hrsg.): Multiverse: Exploring Poul Anderson’s Worlds)

2017
- Hrunting (2017, in: Gardner Dozois (Hrsg.): The Book of Swords)

2019
- Cold Sleep (2019, in: Bryan Thomas Schmidt (Hrsg.): Infinite Stars: Dark Frontiers)

## Auszeichnungen
- 1977 John W. Campbell Award for Best New Writer
- 1979 Hugo Award für Cassandra als beste Kurzgeschichte
- 1982 Balrog Award für A Thief in Korianth in der Kategorie „Short Fiction“
- 1982 Hugo Award für Downbelow Station als bester Roman
- 1982 Locus Award für Wave without a Shore als bester Science-Fiction-Roman
- 1988 Skylark Award
- 1989 Hugo Award für Cyteen als bester Roman
- 1989 Interzone Readers Poll in der Kategorie „All-Time Best Sf Author“
- 1989 Locus Award für Cyteen als bester Science-Fiction-Roman
- 1989 Science Fiction Chronicle Readers Poll für Cyteen als bester Roman
- 2016 SFWA Grand Master Award
- 2020 Prometheus Award für Alliance Rising als bester Roman

2004 wurde ein Asteroid nach ihr benannt: (77185) Cherryh.